# Municipio de French Lake
El municipio de French Lake (en inglés: French Lake Township) es un municipio ubicado en el condado de Wright en el estado estadounidense de Minnesota. En el año 2010 tenía una población de 1172 habitantes y una densidad poblacional de 12,77 personas por km².

## Geografía
El municipio de French Lake se encuentra ubicado en las coordenadas 45°11′46″N 94°11′58″O / 45.19611, -94.19944. Según la Oficina del Censo de los Estados Unidos, el municipio tiene una superficie total de 91.81 km², de la cual 86,65 km² corresponden a tierra firme y (5,62 %) 5,16 km² es agua.

## Demografía
Según el censo de 2010, había 1172 personas residiendo en el municipio de French Lake. La densidad de población era de 12,77 hab./km². De los 1172 habitantes, el municipio de French Lake estaba compuesto por el 98,81 % blancos, el 0,34 % eran afroamericanos, el 0,09 % eran asiáticos, el 0,17 % eran de otras razas y el 0,6 % eran de una mezcla de razas. Del total de la población el 0,09 % eran hispanos o latinos de cualquier raza.